# Benelan Kidul
Benelan Kidul is een bestuurslaag in het regentschap Banyuwangi van de provincie Oost-Java, Indonesië. Benelan Kidul telt 4324 inwoners (volkstelling 2010).